# Érik Canuel
Pour les articles homonymes, voir Canuel.
Érik Canuel, né le 21 janvier 1961 à Montréal et mort le 15 juin 2024 dans la même ville, est un réalisateur et scénariste de films québécois.

## Biographie
Né le 21 janvier 1961 à Montréal,, Érik Canuel est le fils du comédien Yvan Canuel et de la comédienne Lucille Papineau et frère de l'acteur Nicolas Canuel.
Il affirme être un boulimique de cinéma, tous genres confondus. Il préfère un film novateur qui repousse les limites du genre. Il est aussi amateur de bandes dessinées, affectionnant particulièrement les univers de Frank Miller et de Neil Gaiman.
Érik Canuel réalise son premier court-métrage à 20 ans et devient assistant de production sur des longs métrages et commerciaux, puis s'inscrit à l'Université Concordia au programme de production de films. Ensuite, il cofonde Kino Films avec deux collègues universitaires, et tous les trois se concentrent sur le marché du vidéoclip pour ensuite se diriger vers la publicité durant plusieurs années. En 1997, il réalise trois épisodes de la série Les Prédateurs, puis en 1999, il réalise 5 épisodes de la série Fortier 1. Il est nommé aux Gémeaux pour meilleure réalisation de cette dernière.
Érik Canuel fait habituellement défiler les génériques de fermeture de ses films de haut en bas, plutôt que de bas en haut.
Érik Canuel meurt le 15 juin 2024 des suites d’une leucémie à plasmocytes secondaire fulgurante,,.

## Filmographie

### Comme réalisateur

#### Cinéma
- 1999 : Hemingway: A Portrait
- 2001 : La Loi du cochon
- 2003 : Nez rouge
- 2004 : Le Dernier Tunnel
- 2005 : Le Survenant
- 2006 : Bon Cop, Bad Cop
- 2009 : Cadavres
- 2011 : Barrymore
- 2013 : Lac Mystère
- 2016 : 9, le film, segment Halte routière
- 2017 : Undercover Grandpa (en)

#### Télévision
- 1999 - 2001 : Le Loup-garou du campus (Big Wolf on Campus)
- 2000 : Live Through This
- 2001 : Fortier
- 2002 : Matthew Blackheart: Monster Smasher
- 2002 : Franchement bizarre (Seriously Weird)
- 2005 : Charlie Jade
- 2007 : Dead Zone
  - Guet-apens (Ambush)
  - Puzzle (Outcome)
- 2009 : Aaron Stone
- 2009 - 2011 : Flashpoint
  - Paranoïa ambiante (Terror)
  - A Call to Arms
  - Une affaire personnelle (The Other Lane)
  - La Ferme (The Farm)
  - Sans famille (The Perfect Family)
- 2010 : Les Vies rêvées d'Erica Strange
  - Noël idéal (Fa La Erica)
- 2010 : Lost Girl
  - Un monde de Fées (It's a Fae, Fae, Fae, Fae World)
- 2010 : Rookie Blue
  - L'Enfer c'est les autres (Honor Roll)
- 2010 : Bloodletting and Miraculous Cures
  - Isolation
  - All Souls
- 2011 : Being Human
  - Sally se venge (You're the One I Haunt)
  - Dîner meurtrier (Going Dutch)
- 2012 : Bullet in the Face (première saison)
- 2014 : Les Jeunes Loups
- 2015 : Ma pire journée (téléfilm)

### Comme scénariste
- 1999 : Hemingway: A Portrait
- 2011 : Barrymore

## Distinctions
- Prix Génie du meilleur film en 2007 pour Bon Cop, Bad Cop[9].
- Prix Jutra : Billet d'Or en 2007 pour Bon Cop, Bad Cop.